# HD174680
HD174680 — хімічно пекулярна зоря спектрального класу
B9 й має видиму зоряну величину в смузі V приблизно  9,1.

## Пекулярний хімічний склад
Зоряна атмосфера HD174680 має підвищений вміст 
Si
.